# Cui Yong
Cui Yong est un général sous Guo Si. 
Lorsque Yang Feng vient se porter à la défense de l’empereur Xian dans le comté de Huayin, Cui Yong sort des lignes de combat et commence à injurier ce dernier. Yang Feng envoie aussitôt Xu Huang combattre et Cui Yong est rapidement tué lors du premier échange. Les forces de Guo Si furent ainsi défaites et se retirèrent provisoirement.